# Jerrold Freedman
Pour les articles homonymes, voir Freedman.
Jerrold Freedman, né à Philadelphie en Pennsylvanie (États-Unis), le 29 octobre 1941, est un réalisateur, scénariste, producteur américain.

## Filmographie

### comme réalisateur

#### Télévision
- 1971 : Harpy
- 1973 : Terreur dans la montagne (The Chill Factor)
- 1973 : Blood Sport
- 1974 : La Colère du juste (The Last Angry Man)
- 1978 : Lawman Without a Gun (en)
- 1979 : Some Kind of Miracle
- 1979 : The Streets of L.A.
- 1980 : The Boy Who Drank Too Much (en)
- 1982 : Victims
- 1983 : Legs
- 1984 : The Seduction of Gina
- 1984 : Best Kept Secrets
- 1985 : Dans des griffes de soie (Seduced)
- 1985 : Alfred Hitchcock présente (Alfred Hitchcock Presents)
- 1986 : La Dernière cavale
- 1987 : Secret de famille (Family Sins)
- 1988 : Unholy Matrimony
- 1989 : The Comeback
- 1989 : Night Walk
- 1990 : Good Night, Sweet Wife: A Murder in Boston
- 1992 : Contamination mortelle (Condition: Critical)
- 1993 : X-Files (épisode Un fantôme dans l'ordinateur)
- 1995 : The O.J. Simpson Story

#### Cinéma
- 1972 : Kansas City Bomber
- 1980 : Chicanos, chasseur de têtes (Borderline)
- 1986 : Native Son : Un enfant du pays (Native Son)

### comme scénariste

#### Télévision
- 1970 : The Psychiatrist: God Bless the Children
- 1973 : Kojak
- 1973 : Blood Sport
- 1978 : Betrayal
- 1983 : Legs

#### Cinéma
- 1980 : Chicanos, chasseur de têtes (Borderline)

### comme producteur

#### Télévision
- 1968 : Columbo : Inculpé de meurtre (Prescription: Murder)
- 1968 : Istanbul Express (de)
- 1969 : Trial Run
- 1974 : La Colère du juste (The Last Angry Man)
- 1976 : Perilous Voyage